# Денисов, Юрий Александрович
Юрий Александрович Денисов (род. 4 марта 1988) — российский борец греко-римского стиля, чемпион и призёр чемпионатов России, обладатель Кубка европейских наций, победитель и призёр Гран-при Иван Поддубный, мастер спорта России международного класса. Член сборной команды страны с 2011 года. Живёт в Санкт-Петербурге.
Женат, имеет дочь.

## Спортивные результаты
- Гран-при Иван Поддубный 2008 года — ;
- Гран-при Иван Поддубный 2009 года — ;
- Чемпионат России по греко-римской борьбе 2010 года — ;
- Гран-при Иван Поддубный 2010 года — ;
- Чемпионат России по греко-римской борьбе 2011 года — ;
- Гран-при Иван Поддубный 2011 года — ;
- Чемпионат России по греко-римской борьбе 2012 года — ;
- Чемпионат России по греко-римской борьбе 2013 года — ;
- Гран-при Иван Поддубный 2013 года — ;
- Чемпионат России по греко-римской борьбе 2014 года — ;
- Чемпионат России по греко-римской борьбе 2015 года — ;